# Karsch-Neugebauer-Syndrom
Das Karsch-Neugebauer-Syndrom (Englisch: nystagmus-split hand syndrome) ist eine sehr seltene angeborene Erbkrankheit mit den Hauptmerkmalen Ektrodaktylie (Spalthand/Spaltfuß) und Nystagmus (Augenzittern).
Die Erstbeschreibung erfolgte im Jahre 1936 durch den Augenarzt J. Karsch und im Jahre 1962 durch den Wiener Orthopäden H. Neugebauer anhand einer betroffenen Familie in mehreren Generationen.

## Verbreitung
Die Häufigkeit wird mit unter 1 zu 1.000.000 angegeben, die Vererbung erfolgt autosomal-dominant.
Bislang wurden etwa 10 Patienten in 4 Familien beschrieben.

## Ursache
Die Ätiologie ist noch nicht bekannt.

## Klinische Erscheinungen
Klinische Kriterien sind:
- Reduktionsdefekte der Extremitäten: Spalthand oder -Fuß in wechselnder Ausprägung
- Kontrakturen der Fingergelenke, Kamptodaktylie, Symphalangismus
- Augenfehlbildung: Strabismus, Blinzeln, horizontaler Nystagmus, Fundusveränderungen, Katarakt, Pigmentierungsstörung der Retina

## Diagnose
Die Erkrankung ist durch Feinultraschall bereits vorgeburtlich feststellbar.